# زیست‌شناسی مصنوعی

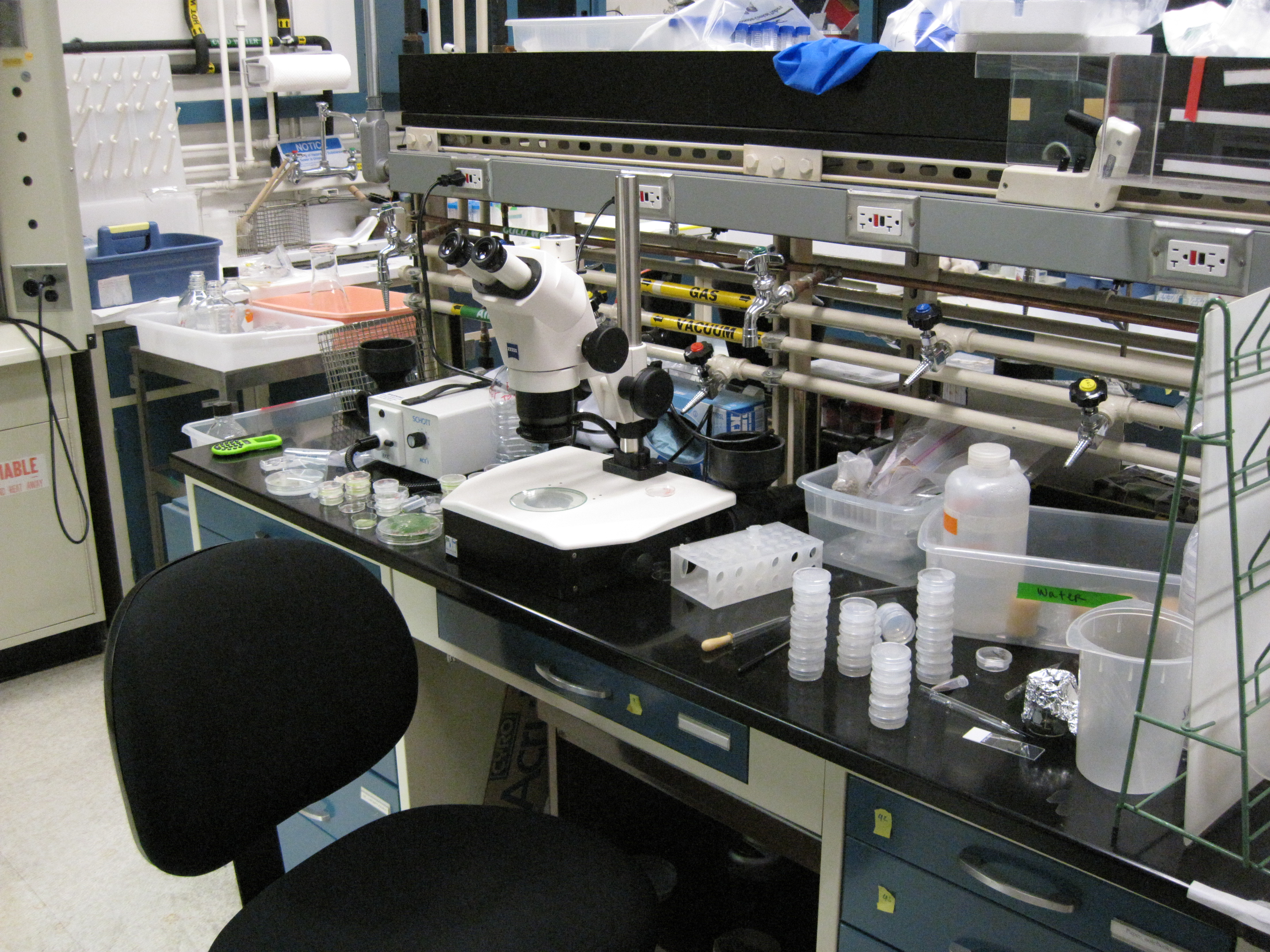
تحقیقات زیست‌شناسی مصنوعی در مرکز تحقیقات ایمز.

زیست‌شناسی مصنوعی (به انگلیسی: Synthetic Biology) (SynBio)، حوزه تحقیقاتی بین-رشته‌ای است که به دنبال ایجاد اجزاء، دستگاه‌ها، سامانه‌های زیستی، یا بازطراحی سامانه‌های زیستی موجود در طبیعت است.
زیست‌شناسی مصنوعی، شاخه علمیست که دامنه وسیعی از روش‌شناسی‌های شاخه‌های دیگر را در بر می‌گیرد که شامل این موارد اند: زیست‌فناوری، مهندسی ژنتیک، زیست‌شناسی مولکولی، مهندسی مولکولی، زیست‌شناسی سامانه‌ها، علوم غشایی، بیوفیزیک، مهندسی شیمی و زیست‌شناختی، مهندسی برق و کامپیوتر، مهندسی کنترل و زیست‌شناسی تکاملی.
به علت بیشتر شدن توانایی‌های مهندسی ژنتیک و کاهش هزینه‌های سنتز و توالی‌یابی DNA، حوزه زیست‌شناسی مصنوعی به سرعت در حال رشد است. در ۲۰۱۶، بیش از ۳۵۰ شرکت در ۴۰ کشور به‌طور فعال در کاربردهای مرتبط با زیست‌شناسی مصنوعی دخیل بودند؛ به گونه‌ای که تخمین زده می‌شود که تمام این شرکت‌ها دارای ارزش بازاری خالص ۳٫۹ میلیارد دلاری باشند.

## تعریف
در حال حاضر برای زیست‌شناسی مصنوعی، تعریفی که مورد قبول همگان باشد، وجود ندارد. در اینجا چند مثال از تلاش برای تعریف این شاخه علمی آورده شده:
- «استفاده ترکیبی از مهندسی فیزیکی و مهندسی ژنتیک جهت ایجاد (ساخت مصنوعی) اشکال حیات»[۲]
- «شاخه نوظهور تحقیقاتی که تلاش جهت ترکیب دانش و روش‌های زیست‌شناسی، مهندسی و شاخه‌های مرتبط با طراحی و سنتز شیمیایی DNA جهت خلق موجودات با مشخصات و ویژگی‌های جدید یا ارتقاء یافته می‌کند.»[۳]
- طراحی و ساخت ماژول‌های زیستی، دستگاه‌های زیستی، و ماشین‌های زیست‌شناختی یا بازطراحی سامانه‌های زیست‌شناختی جهت اهداف مفید."[۴]
- «اعمال پارادایم مهندسی طراحی سامانه‌ها بر روی سامانه‌های زیست‌شناختی، جهت تولید سامانه‌های قدرتمندی با عملکردهای نوینی که در طبیعت موجود نیستند» (کمیسیون اروپا، ۲۰۰۵) چنین سامانه‌هایی ممکن است شامل اسمبلر مولکولی همچون ریبوزوم‌ها یا اسمبلرهای مشابه طبیعی باشند.[۵]

زیست‌شناسی مصنوعی، به‌طور سنتی به دو رهیافت متفاوت تقسیم‌بندی می‌شده: از بالا به پایین، و از پایین به بالا:
1. در رهیافت بالا به پایین، از فنون متابولیکی و مهندسی ژنتیکی استفاده شده تا عملکردهای جدیدی به سلول‌های زیستی داده شود.
2. در رهیافت پایین به بالا، سامانه‌های زیست‌شناختی جدیدی به صورت in vitro ساخته شده تا بدین طریق، اجزاء زیست-مولکولی «غیر زنده» گردهم آورده شود.[۶] اغلب هدف این رهیافت، ساخت سلول مصنوعیست.

بنابراین، سامانه‌های زیست‌شناختی به طریق ماژولی اسمبل (سرهم‌بندی) می‌گردند. اغلب علاوه بر ماشین‌های مولکولی غشایی، از سامانه‌های بیان پروتئین بدون-سلول نیز بهره گرفته می‌شود، با تشکیل سلول‌های دورگه زنده/مصنوعی، و مهندسی ارتباط بین جمعیت‌های سلولی زنده و مصنوعی، تلاش‌های فزاینده‌ای جهت پل زدن روی شکاف‌های موجود بین این رهیافت‌ها صورت می‌پذیرد.

## تاریخچه
۱۹۱۰: اولین مورد استفاده از عبارت «زیست‌شناسی مصنوعی» که یافت شده، به اثر چاپ شده‌ای از استیفن لدوک با عنوان Théorie physico-chimique de la vie et générations spontanées بر می‌گردد. همچنین او در سال ۱۹۱۲ این عبارت را در اثر دیگرش با عنوان La Biologie Synthétique نیز بکار برد. ۱۹۶۱: جیکوب و مونود، تنظیم سلولی توسط شبکه‌های مولکولی را از طریق مطالعاتشان بر روی اوپران لک در E. coli فرضیه سازی کرده و توانایی سرهم‌بندی کردن (اسمبل کردن) سامانه‌های جدید از مؤلفه‌های مولکولی را رؤیاپردازی نمودند.

## کتابشناسی
- Church, George; Regis, Ed (2012). How Synthetic Biology will Reinvent Nature and Ourselves. New York, NY: Basic Books. ISBN 978-0-465-02175-8.
- European commission (2016) Synthetic biology and biodiversity ; Science for Environment Policy (2016) ; Future Brief 15. Produced for the European Commission DG Environment by the Science Communication Unit, UWE, Bristol. , PDF, 36 pages.
- Venter, Craig (2013). Life at the Speed of Light: The Double Helix and the Dawn of Digital Life. New York, NY: Penguin Books. ISBN 978-0-670-02540-4.